# Siddharthnagar (dystrykt)
Siddharthnagar – jeden z 75 dystryktów w stanie Uttar Pradesh, położonym w północnych Indiach. Stolicą tego dystryktu jest Navgarh. Siddharthnagar jest częścią dywizji Basti. Dystrykt ten jest znany z ruin Shakya Janapada w Piprahwa.